# ラフィク・ギタン
ラフィク・ギタン（Rafik Guitane、1999年5月26日 - ）は、フランス・ウール県エヴルー出身のサッカー選手。ギタヌの表記もみられる。プリメイラ・リーガのGDエストリル・プライア所属。ポジションはミッドフィルダー。

## クラブ経歴
2016年7月21日、17歳にして、ル・アーブルACとプロ契約を結ぶ。
2018年2月1日、リーグ・アンのスタッド・レンヌに移籍した。しかし、そのあとすぐに前所属クラブのル・アーブルACにレンタルされた。
2020年8月12日、CSマリティモへレンタル移籍。
2021年8月30日、スタッド・ランスへ完全移籍し、すぐに前シーズン所属していたCSマリティモへ貸し出された。
2023年1月31日、GDエストリル・プライアにシーズン終了までレンタル移籍。2023年7月23日に完全移籍となり、3年契約を結んだ。

## 人物
父はアルジェリア人、母はモロッコにルーツを持つフランス人。ユース代表でアルジェリアも選択できたが、フランス代表を選んだ。